# Dąb teksaski
Dąb teksaski (Quercus texana Buckley) – gatunek rośliny z rodziny bukowatych (Fagaceae Dumort.). Występuje naturalnie w południowych i środkowych Stanach Zjednoczonych – w Oklahomie, Kansas, Arkansas, Alabamie, Luizjanie, Teksasie, Kentucky, Illinois, Missouri, Missisipi oraz Tennessee.

## Morfologia

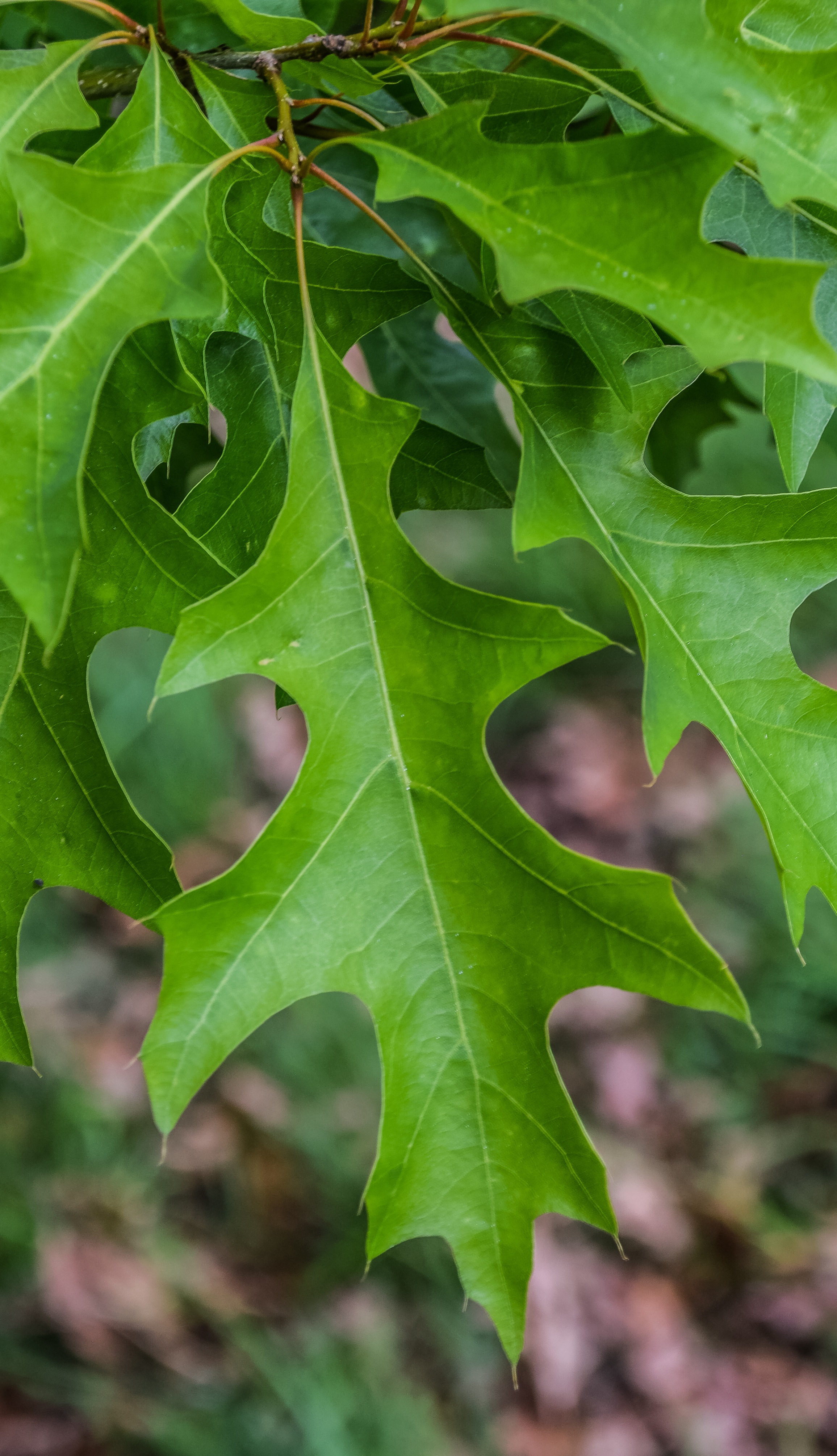
Liście

PokrójZrzucające liście drzewo dorastające do 25 m wysokości. Kora ma brązową barwę, jest spękana.
LiścieBlaszka liściowa jest gruczołowato owłosiona i ma kształt od owalnego do eliptycznego lub odwrotnie jajowatego. Mierzy 7,5–20 cm długości oraz 5,5–13 cm szerokości, ma 6–11 podłużnych klapek na brzegu, ma klinową nasadę i ostry wierzchołek. Ogonek liściowy jest nagi i ma 2–5 cm długości.
OwoceOrzechy zwane żołędziami o kształcie od jajowatego do elipsoidalnego, dorastają do 15–26 mm długości i 13–18 mm średnicy. Osadzone są pojedynczo w miseczkach w kształcie kubka, które mierzą 10–16 mm długości i 15–22 mm średnicy. Orzechy otulone są miseczkami w 35–50% ich długości.

## Biologia i ekologia
Rośnie na podmokłych łąkach, na terenach nizinnych.